# Résolution 80 du Conseil de sécurité des Nations unies
Membres permanents
- Chine (Taïwan)
- États-Unis
- France
- Royaume-Uni
- URSS

Membres non permanents
- Cuba
- Égypte
- Équateur
- Inde
- Norvège
- Yougoslavie

Résolution no 79 Résolution no 81
La résolution 80 du Conseil de sécurité des Nations unies  est une résolution du Conseil de sécurité des Nations unies adoptée le 14 mars 1950.
Cette résolution, la deuxième de l'année 1950, relative à la question Inde-Pakistan,
- invite l'Inde et le Pakistan à engager un programme de démilitarisation,
- décide de nommer un représentant des Nations unies chargé d'aider les parties à préparer ce programme,
- prie les deux gouvernements de prendre les mesures pour s'assurer que la suspension d'armes soit observée,
- exprime ses remerciements à la Commission Inde-Pakistan et le général Mc Naughton pour leur travail,
- décide que la Commission Inde-Pakistan sera dissoute dès que les deux parties auront accepté les prérogatives du représentant des Nations unies cité au point 2.

La résolution a été adoptée par 8 voix pour, 0 contre et 2 abstentions
Les abstentions sont celles de l'Inde et de la Yougoslavie.

## Texte
- Résolution 80 sur fr.wikisource.org
- Résolution 80 sur en.wikisource.org

### Source bibliographique
- M. Albaret, E. Decaux, N. Lemay-Hébert et D. Placidi-Frot, Les grandes résolutions du Conseil de sécurité des Nations-Unies, Dalloz, coll. « Grands arrêts », 2002 (ISBN 978 2 247 12499 2), p. 10-19